# 강원특별자치도산림과학연구원
강원특별자치도산림과학연구원(江原特別自治道山林科學硏究院)은 지방자치법 제114조에 따라 임업에 관한 시험연구와 우량 묘목의 생산, 산림환경의 종합적 이용과 체계적 개발을 통한 소득화 연계, 임업 기술 보급을 위해 설치된 강원특별자치도청 소속기관이다. 강원특별자치도 춘천시 화목원길 24에 위치하고 있다.

## 같이 보기
- 강원특별자치도청